# Manuel Puente
Manuel Puente (Ascope, Perú, 31 de diciembre de 1904 - 17 de febrero de  1973) fue un futbolista peruano. Jugó de delantero en Atlético Chalaco en las décadas de 1920 y 1930. Sus padres fueron Benjamín Puente y Natalia Sánchez.

## Trayectoria
Empezó su carrera en Atlético Chalaco como interior derecho. Tras el retiro de Telmo Carbajo en 1928 pasó a ocupar el puesto de centrodelantero. En el torneo de Primera División de 1930 anotó los dos goles de Chalaco en el triunfo por 2-1 ante Alianza Lima en la última fecha de la liguilla y con esa victoria el cuadro porteño logró el título del campeonato.
"Manolo" Puente término muy tempranamente su carrera futbolística, tenía solo 29 años cuando sufrió una fractura al peroné, que lo puso al margen del gramado en calidad de jugador. Esto sucedió cuando el Chalaco se enfrentaba a un equipo argentino, él no estaba designado para jugar, pero el reemplazo no dio "fuego" y por presión del público lo obligaron a cambiarse. Fue cuando solo se jugaba 10 minutos del partido, cuando vino la lesión.
Falleció el 17 de febrero de 1973 a los 68 años en el Hospital Edgardo Rebagliati Martins del distrito limeño de Jesús María. Estuvo casado con Doña Ana Peralta.

## Clubes
| Club             | País | Año         |
| ---------------- | ---- | ----------- |
| Atlético Chalaco | Perú | 1923 - 1934 |

## Palmarés

### Títulos nacionales
| Título                    | Club             | País | Año  |
| ------------------------- | ---------------- | ---- | ---- |
| Primera División del Perú | Atlético Chalaco | Perú | 1930 |

### Distinciones individuales
| Distinción                               | Año  |
| ---------------------------------------- | ---- |
| Goleador de la Primera División del Perú | 1930 |